# Dornier Flugzeugwerke
Dornier Flugzeugwerke fue una empresa alemana fabricante de aviones fundada en Friedrichshafen en el año 1914 por el doctor ingeniero Claudius Dornier. En el curso de su larga vida, la compañía produjo notables diseños aeronáuticos tanto para el mercado civil como para el militar.

## Historia
Dornier, originalmente Dornier Metallbau comenzó a hacerse famosa en el mundo aeronáutico en las décadas de 1920 y de 1930, como constructor de grandes hidroaviones construidos en metal (cosa innovadora en la época). Estos incluían al Dornier Do J Wal (Ballena) de 1924 y al colosal Dornier Do X. 
Dornier también construyó una serie de aviones terrestres, que incluían el Dornier Do C Komet y el Dornier Do B Merkur que fueron utilizados por Deutsche Luft Hansa y otras líneas aéreas en Brasil, China, Colombia, España, Japón, Suiza, y la URSS, durante los años 20 y 30. Hay que aclarar que la firma Dornier construía casi todos sus aviones de este periodo fuera de Alemania debido a las restricciones impuestas por el Tratado de Versalles. Diversas firmas extranjeras construyeron productos de Dornier bajo licencia como CMASA en Marina de Pisa , Italia, CASA en España, Kawasaki en Japón, y Avioland en Holanda. Cuando los nacionalsocialistas llegaron al poder en Alemania, el gobierno abandonó las restricciones impuestas por el tratado y Dornier volvió a producir aviones en su factoría de Friedrichshafen , en 1933. 

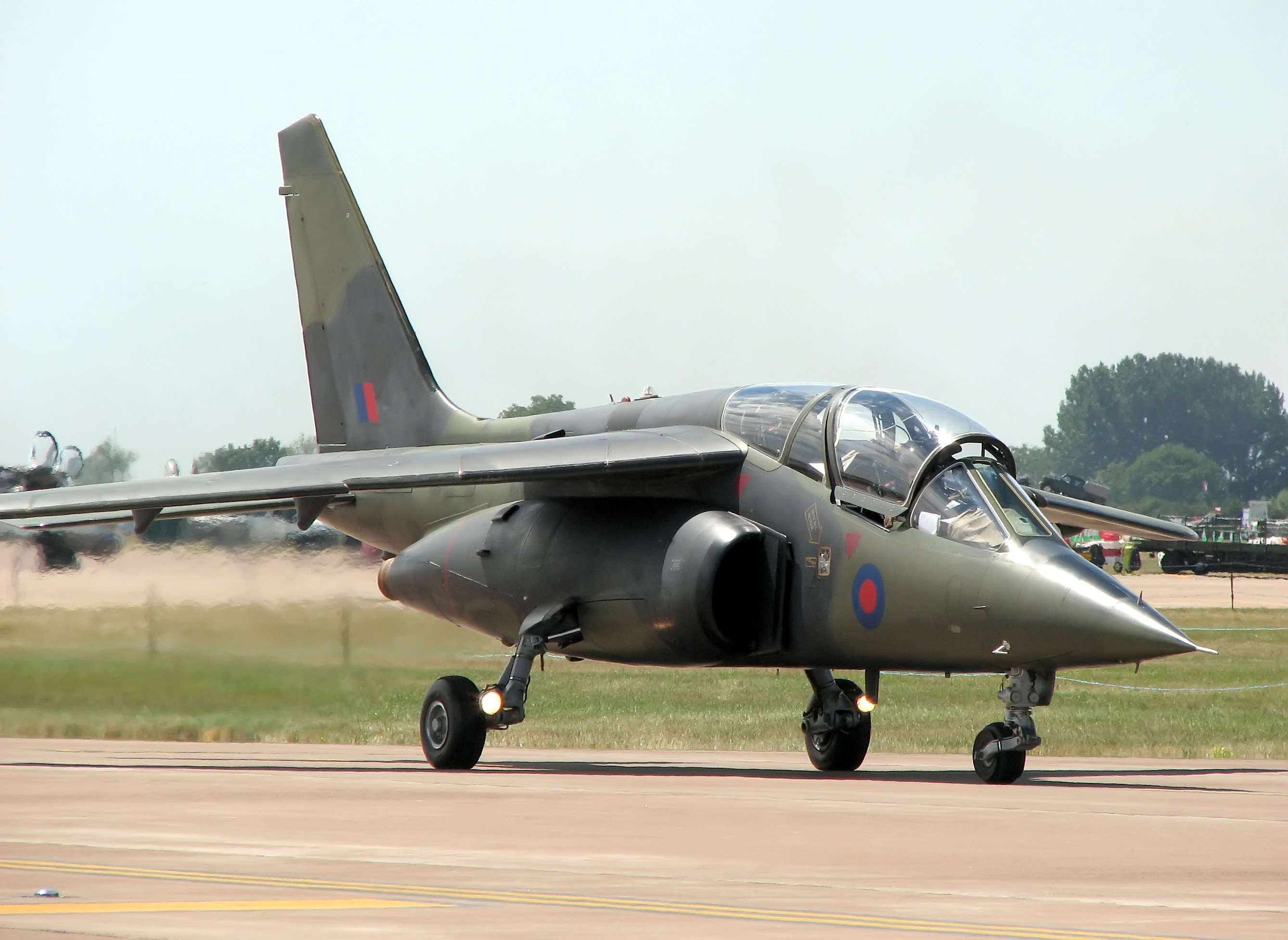
Dassault-Breguet/Dornier Alpha Jet

El avión más significativo de Dornier durante la Segunda Guerra Mundial fue el Do 17, apodado Fliegender Bleistift («lápiz volador» en alemán), Fue diseñado como un avión comercial para un contrato de Lufthansa y realizó su primer vuelo en 1934. Debido a su angosto fuselaje (de ahí su apodo) no era un avión comercial muy atractivo por lo que Lufthansa no lo aceptó. Por dicha causa Dornier lo modificó para realizar misiones de bombardero, y el prototipo voló en 1935. Fue empleado con éxito por el bando nacional en la guerra civil española. La producción del modelo continuó en Alemania mientras que la Luftwaffe transformaba al versátil bimotor en múltiples variantes de combate. La variante de bombardero medio participó de numerosas acciones de combate en los primeros años de la Segunda Guerra Mundial, mayoritariamente en la Batalla de Inglaterra. Luego fue exitosamente modificado como un caza interceptor nocturno y designado Do 217 para proteger a Alemania de los bombarderos de la RAF (Royal Air Force, Real Fuerza Aérea Británica). 
Cabe resaltar que Dornier también diseñó uno de los cazas a pistón más veloces de la guerra, el Do 335 Pfeil, con dos motores acoplados que movían dos hélices, una tractora y otra impulsora, pero fue introducido demasiado tarde como para poder entrar en combate. 
Después de la SGM, la producción aeronáutica fue prohibida otra vez en Alemania, por lo que Dornier se mudó a España y luego a Suiza donde la firma se desempeñaba como consultora aeronáutica hasta que pudo regresar a Alemania en el año 1954. Durante la postguerra, Dornier rápidamente volvió al plano internacional con sus exitosos aviones de transporte STOL (Short Take Off and Landing, Despegue y Aterrizaje cortos) tales como el Do 27 y el Do 28. Además, en 1974 desarrolló el Alpha Jet como parte de un Joint venture con la fábrica de aviones francesa Dassault-Breguet. El avión fue un éxito y se estableció como el entrenador estándar de la OTAN entre los 70 y 80.
En 1985 Dornier se convirtió en miembro del grupo Daimler-Benz, integrando su división aeronáutica. Como parte de la transacción, Lindauer DORNIER GmbH fue separada del grupo, y se convirtió en una empresa que fabrica maquinaria textil. 
En 1996 la mayoría del paquete accionario de Dornier fue adquirido por Fairchild Aircraft, formando Fairchild Dornier. Esta compañía se convirtió en insolvente a principios de 2002 y la licencia de producción del Fairchild-Dornier 328JET fue comprada por la empresa norteamericana Avcraft.
En 2000, cuando se crea EADS Deutschland GmbH, esta se convierte en titular del 75% de las acciones de DADC Luft-und Raumfahrt Beteiligungs AG (‘‘DADC’’) (el otro 25% pertenecía a DaimlerChrysler Luft- und Raumfahrt Holding AG - DCLRH). En estos momentos Dornier GmbH pertenecía a DADC en un 58,42% y a la familia Dornier en un 41,58%.
Dornier Medtech fabrica equipamiento médico, como el Dornier Slithotriptor que se utiliza para tratar las piedras en los riñones.

## Aviones de Dornier

### Antes de 1930
- Dornier Do J (Wal)
- Dornier Do Y
- Dornier Y
- Dornier P
- Dornier Do X

### Entre 1930-1945
- Dornier Do 10
- Dornier Do 11
- Dornier Do 12
- Dornier Do 13
- Dornier Do 14
- Dornier Do 15
- Dornier Do 16
- Dornier Do 17
- Dornier Do 18 Hidroavión de reconocimiento.
- Dornier Do 19 Bombardero experimental.
- Dornier Do 22 Hidroavión torpedero y de reconocimiento.
- Dornier Do 23 Bombardero medio, desarrollo de los Do 13 y 11.
- Dornier Do 24 Hidroavión de transporte y rescate aéreo.
- Dornier Do 26 Hidroavión de transporte.
- Dornier Do 29
- Dornier Do 212
- Dornier Do 214 Proyecto de hidroavión de transporte.
- Dornier Do 215 Bombardero medio y avión de reconocimiento.
- Dornier Do 216 Proyecto de hidroavión (desarrollo del Do 214)
- Dornier Do 217 (E, K, M): Bombardero cuatriplaza. (J, N): Caza nocturno triplaza.(P): Reconocimiento cuatriplaza a gran altitud.
- Dornier Do P.247 Proyecto de caza bombardero.
- Dornier Do P.252 Proyecto de Caza Nocturno.
- Dornier Do P.256/1.01 Proyecto de desarrollo del caza nocturno Do-335.
- Dornier Do 317 Proyecto de bombardero de largo alcance, bombardero B
- Dornier Do 335 A-1 Pfeil : Caza monoplaza.A-6 Pfeil : Caza nocturno biplaza
- Dornier Do 435 Caza nocturno.
- Dornier Do 635 Zwilling: Proyecto de unión de dos Do-335.

### 1945 al presente
- Dornier Do 25
- Dornier Do 27
- Dornier Do 28
- Dornier Do 31
- Dornier Do 32
- Dornier Do 128
- Dornier Do 228
- Dornier Do 231
- Dornier 328
- Dornier 328Jet
- Dornier 528
- FMA SAIA 90
- Fairchild-Dornier 728
- Fairchild-Dornier 928
- Dassault-Breguet/Dornier Alpha Jet